# 三氟草嗪
三氟草嗪是一种有机化合物，化学式为C16H11F3N4O4S。它是一种原卟啉原氧化酶抑制剂，可用作除草剂。它可以二氟溴乙酸乙酯、二甲胺、3-氟苯酚等试剂为原料经多步反应制得。